# Biserica reformată din Zăbala
Biserica reformată din Zăbala este un ansamblu de monumente istorice aflat pe teritoriul satului Zăbala, comuna Zăbala. În Repertoriul Arheologic Național, monumentul apare cu codul 65057.01.01, 65057.01.02.
Ansamblul este format din două monumente:
- Biserica reformată (cod LMI CV-II-m-A-13328.01)
- Incintă fortificată, cu turn-clopotniță (cod LMI CV-II-m-A-13328.02)